# Eudarcia herculanella
Eudarcia herculanella är en fjärilsart som beskrevs av Josif Capuse 1966. Eudarcia herculanella ingår i släktet Eudarcia och familjen äkta malar. Inga underarter finns listade i Catalogue of Life.